# تیکاپور

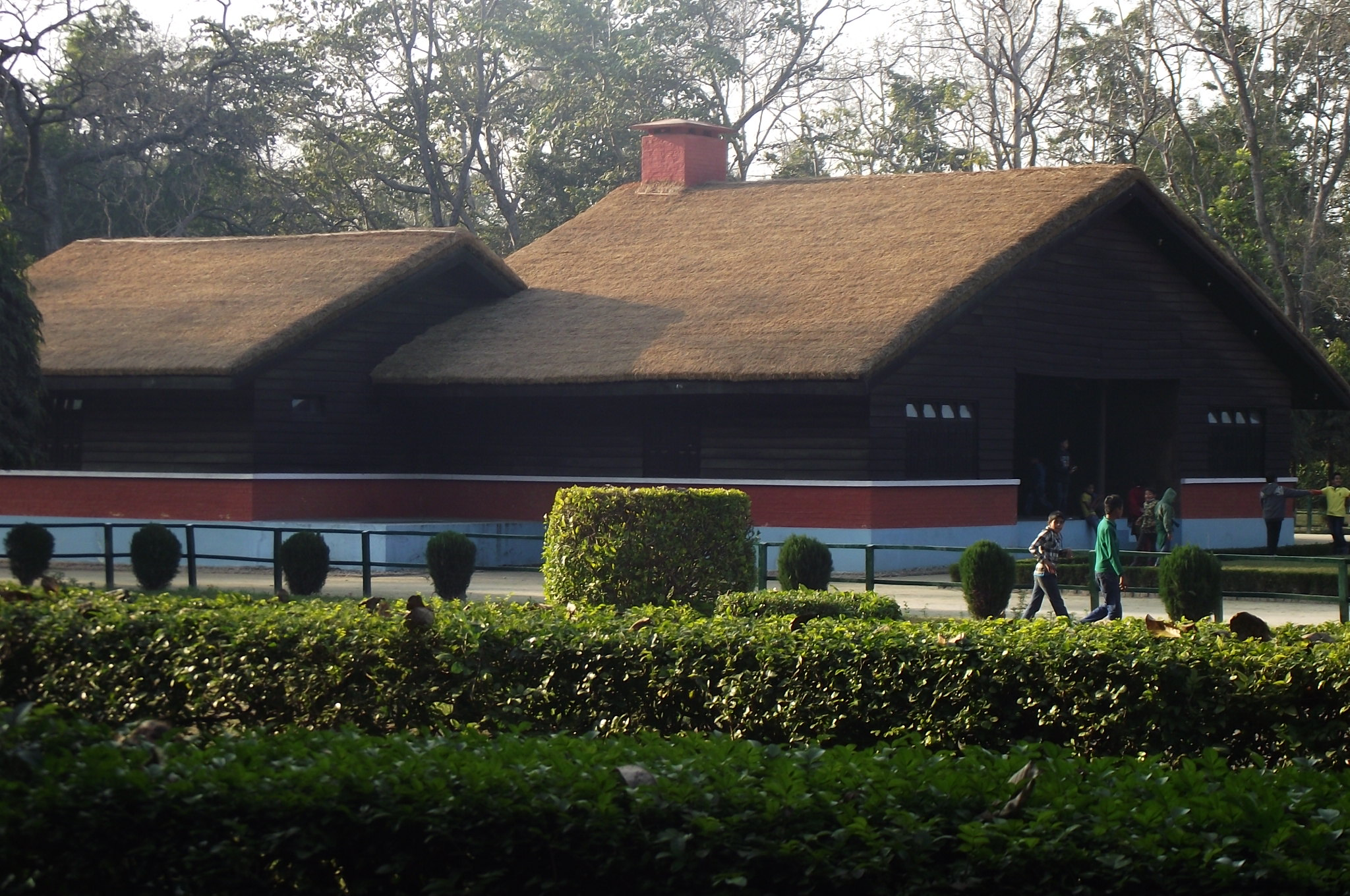
نمای پشت "ماهندرا گریها" در پارک تیکاپور: تیکاپور، نپال

تیکاپور (به لاتین: Tikapur) یک شهرداری در نپال است که در بخش کایلالی واقع شده‌است.